# Леччи
Леччи (фр. Lecci, корс. Lecci) — коммуна во Франции, находится в регионе Корсика. Департамент коммуны — Южная Корсика. Входит в состав кантона Порто-Веккио. Округ коммуны — Сартен.
Код INSEE коммуны — 2A139.

## Население
Население коммуны на 2008 год составляло 1178 человек.
| 1962 | 1968 | 1975 | 1982 | 1990 | 1999 | 2008 |
| ---- | ---- | ---- | ---- | ---- | ---- | ---- |
| 318  | 484  | 578  | 678  | 709  | 706  | 1178 |

## Экономика
В 2007 году среди 728 человек в трудоспособном возрасте (15—64 лет) 493 были экономически активными, 235 — неактивными (показатель активности — 67,7 %, в 1999 году было 68,5 %). Из 493 активных работали 444 человека (276 мужчин и 168 женщин), безработных было 49 (19 мужчин и 30 женщин). Среди 235 неактивных 59 человек были учениками или студентами, 63 — пенсионерами, 113 были неактивными по другим причинам.
В 2008 году в коммуне насчитывалось 310 облагаемых налогом домохозяйств, в которых проживали 718 человек, медиана доходов составляла 17 847 евро на одного человека.